# Задња комуникациона артерија
Задња комуникациона артерија (ЗКА)  је грана унутрашње каротидне артерије која учествује у формирању Вилисовог артеријског круга. Она спаја унутрашњу каротиду артерију са задњим церебралним артеријама, повезујући тако предњу и задњу церебралну циркулацију.
Главна функција задње комуникационе артерије је да обезбеди алтернативни пут з снабдевања крвљу мозга у случају да дође до блокаде унутрашњих каротидних или вратних (вертебралних) артерија. Осим тога, задња комуникациона артерија преко својих постеролатералних централних грана доприноси снабдевању крвљу унутрашње капсуле, делова диенцефалона и треће мождане коморе.

## Клинички значај
Анеуризме задње комуникационе артерије су трећи најчешћa анеуризматска проширења у Вилисовом артеријском кругу (најчешће су анеуризме предње комуникационе артерије) и могу довести до парализе окуломоторног нерва.